# Ћелијски адхезивни молекули
Ћелијски адхезивни молекули, скраћено CAM (енгл. Cell adhesion molecule) су подељени на шест класа и сви осим рецепторских хијалуроната представљају трансмембранске протеине који се прожимају од интерцелуларног дела, кроз мембрану ћелије до екстрацелуларног матрикса. У интерцелуларном простору протеини су везани за цитоскелет ћелије, а њихов екстрацелуларни део се даље везује за екстрацелуларни матрикс или молекуле других ћелија. Ванћелијски молекул за који се веже ћелијски адхезивни протеин се назива његовим лигандом. Уколико протеини интерагују са протеинима исте врсте, називамају се хомофилним, а уколико имају способност да се вежу за различите протине онда су то хетерофилни молекули. Такође, неки од протеина захтевају присуство  јона (калцијум зависни), док за функцију других није потребан  (калцијум независни). За функцију одређених молекула је неопходан . Повезивање ћелија има важну улогу у преносу информација, одржавању структуре ткива, миграцији ћелија, ембриогенези, пролиферацији (канцер), одбрани од вируса и бактерија, памћењу.

## Кадхерини
Кадхерини (енгл. Cadherins) су хомофилни, калцијум зависни протеини. Постоји око 20 различитих фамилија кадхерина, као што су E-кадхерини (енгл. Epithelial, код епителног ткива), N-кадхерини (енгл. Neural, код нервних ћелија) и P-кадхерини (енгл. Placental, у ткиву плаценте). Омогућавају везу између истоврсних ћелија (нпр. N-кадхерини се везују само за друге N-кадхерине), а одсуству Ca2+ се дестабилишу и везе ћелија се кидају. Веза у ћелији је остварена тако што се катенин везује за интерцелуларни кадхерин и за винкулин. Винкулин је даље везан за актинска влакна цитоскелета.

## Селектини
Селектини су хетерофилни, калцијум зависни молекули који се везују за угљено хидратне молекуле друге ћелије. Најчешће не граде ћелијске спојеве, већ везују ћелије у циркулацији (нпр. леукоцити – ендотелне ћелије) омогућавајући њихово кретање. Подељени су на E-селектине (енгл. Endothelial, у ендотелним ћелијама), P-селектине (у тромбоцитима и ендотелним ћелијама) и L-селектине (у леукоцитима).

## Имуноглобулини
Суперфамилија имуноглобулина (енгл. immunoglobulin superfamily – IgSF) су хомо и хетеролитички, калцијум независни молекули, који се везују за интегрине или друге IgSF. У IgSF се убраја више од 100 чаланова:
1. неурални адхезивни молекули (енгл. Neural Cell Adhesion Molecules – NCAM), везују нервне и глијалне ћелије, у ембриогенези везују нервне и мишићне, као и нервне ћелије међусобно, имају улогу у учењу и меморији;
2. интерћелијски адхезивни молекули (енгл. Intercellular Cell Adhesion Molecules – ICAM) у епителијалним и ендотелијалним ћелијама, имају улогу у циркулацији обезбеђујући јаче везе али слабију комуникацију од молекула селектина;
3. васкуларни ћелијски адхезивни молекули (енгл. Vascular Cell Adhesion Molecule – VCAM-1), који су ендотелијални лиганди за једну врсту интегрина и имају улогу у имунском систему;
4. Тромбоцито-ендотелни адхезивни молекуле (енгл. Platelet-endothelial Cell Adhesion Molecule – PECAM-1);
5. , неурални адхезивни молекул, има улогу у миграцији и комуникацији аксона;

### Тирозин фосфатаза
Рецепторска протеин тирозин фосфатаза има улогу у регулацији адхезије па се убраја се у адхезивне молекуле због своје функције. Учествује у преношењу сигнала из околине у ћелију.

## Интегрини
Интегрини су хетеролитички адхезивни молекули, Ca2+ или Mg2+ зависни, који се везују за IgSF или за ECM (фибронектин, ламинин, колаген). У интерцелуларном простору, инегрини се индиректно везују за микрофиламенте. Њихова улога је пре свега у преношењу сигнала из околине у ћелију, затим, они учествујући у креирању облика ћелије, пролиферацији, расту, диференцијацији, програмираној ћелијској смрти, одстрањивању неких вируса и кретању имунских ћелија. По грађи, интегрини су хетеродимери, сачињени од различитих α и β ланаца. Откривено је око 18 различитих ланаца који граде 24 различиих типова интегрина, с тим што неки ланци могу да настану у више варијанти што зависи од сплајсинга (искрајања иРНК молекула).
Рецептори хијалуроната се везују за хијалуронат у ECM и сврстани су у ћелијске адхезивне молекуле због функције. Они преносе информације из ECM у ћелију, одређују имуни одговор и учествују у кретању ћелије.